# IV Cuerpo Aéreo
El IV Cuerpo Aéreo (IV. Fliegerkorps) fue un cuerpo aéreo (Fliegerkorps) de la Luftwaffe durante la Segunda Guerra Mundial.

## Historia
- Formado el 11 de octubre de 1939 en Düsseldorf a partir de la 4.ª División Aérea.
- Disuelto el 16 de septiembre de 1944 y usado para formar el comandante general de la Fuerza Aérea Alemana en Dinamarca (IV Cuerpo Aéreo).

## Comandantes
- Coronel General Alfred Keller – (11 de octubre de 1939 – 19 de agosto de 1940)
- General Kurt Pflugbeil – (20 de agosto de 1940 – 24 de agosto de 1943)
- General Rudolf Meister – (4 de septiembre de 1943 – 16 de septiembre de 1944)

### Jefes de Estado Mayor
- Coronel Alexander Holle – (11 de octubre de 1939 – 19 de diciembre de 1939)
- Coronel Josef Kammhuber – (19 de diciembre de 1939 – 27 de diciembre de 1939)
- Coronel Alexander Holle – (27 de diciembre de 1939 – 31 de enero de 1940)
- Coronel Hans-Detlef Herhudt von Rohden – (20 de febrero de 1941 – 30 de septiembre de 1941)
- Coronel Torsten Christ – (? – 23 de febrero de 1943)
- Teniente coronel Anselm Brasser – (23 de febrero de 1943 – 30 de noviembre de 1943)
- Coronel Walter Storp – (1 de diciembre de 1943 – 31 de mayo de 1944)

## Bases
| Fecha                                  | Lugar                                  |
| -------------------------------------- | -------------------------------------- |
| octubre de 1939 – mayo de 1940         | Düsseldorf (por el 10 de mayo de 1940) |
| julio de 1940 – junio de 1941          | Dinard                                 |
| junio de 1941 – julio de 1941          | Râmnicu Sărat                          |
| julio de 1941                          | en Bălți (Belzy)                       |
| julio de 1942                          | Stalino                                |
| agosto de 1942                         | en Maikop (también en octubre de 1942) |
| noviembre de 1942                      | en Salsk                               |
| octubre de 1943                        | en Kirovogrado                         |
| diciembre de 1943                      | Novo Ukrainka                          |
| diciembre de 1943 – 2 de julio de 1944 | Brest-Litovsk                          |
| 2 de julio de 1944 – agosto de 1944    | Varsovia                               |
| agosto de 1944 – septiembre de 1944    | Thorn                                  |

## Orden de batalla

### Unidad superior
| Fecha                                  | Unidad          |
| -------------------------------------- | --------------- |
| octubre de 1939 – julio de 1940        | 2.ª Flota Aérea |
| julio de 1940 – junio de 1941          | 3.ª Flota Aérea |
| junio de 1941 – diciembre de 1943      | 4.ª Flota Aérea |
| diciembre de 1943 – septiembre de 1944 | 6.ª Flota Aérea |

### Unidades subordinadas
El IV Cuerpo Aéreo controló las siguientes unidades durante la guerra:
| Fecha                             | Unidad | Nombre en alemán |
| --------------------------------- | --- | --- |
| mayo de 1940 (Batalla de Francia) | - Ala de Instrucción 2 - Ala de Batalla 27 - Ala de Batalla 28 - Ala de Batalla 40 (un solo Staffel) - Grupo de Batalla 100 - Grupo de Vuelo Costero 606 - Grupo de Vuelo Costero 806 - 3./Grupo de Reconocimiento 121 - Ala de Destructores 26 - Formación de Aviones/IV Cuerpo Aéreo - 34.º Regimiento Aéreo de Comunicaciones                                                      | - Lehrgeschwader 2 - Kampfgeschwader 27 - Kampfgeschwader 28 - Kampfgeschwader 40 - Kampfgruppe 100 - Küstenfliegergruppe 606 - Küstenfliegergruppe 806 - 3./Aufklärungsgruppe 121 - Zerstörergeschwader 26 - Flugbereitschaft/IV. Fliegerkorps - Luftnachrichten-Regiment 34                                                                    |
| junio de 1941                     | - Ala de Batalla 27 - Ala de Batalla 51 - Ala de Cazas 77 - Ala de Stukas 77 - 3.(F)/Grupo de Reconocimiento 121 - Escuadrilla de Enlace/IV Cuerpo Aéreo - Formación de Aviones/IV. Cuerpo Aéreo - 34° Regimiento Aéreo de Comunicaciones | - Kampfgeschwader 27 - Kampfgeschwader 51 - Jagdgeschwader 77 - Sturzkampfgeschwader 77 - 3.(F)/Aufklärungsgruppe 121 - Verbindungsstaffel/IV. Fliegerkorps - Flugbereitschaft/IV. Fliegerkorps - Luftnachrichten-Regiment 34 |
| septiembre de 1941                | - Ala de Batalla 27 - Ala de Batalla 51 - Ala de Cazas 77 (excepto el I. Gruppe) - 3. / Ala de Instrucción 2 - 3. / (F) 121 - 3. / (F) Ob.d.L. - 6. / Ala de Batalla 26 - 1. / Ala de Batalla 28 - Mando especial M.S. - Escuadrilla de Enlace/IV Cuerpo Aéreo - Formación de Aviones/IV Cuerpo Aéreo - 34° Regimiento Aéreo de Comunicaciones                                        | - Kampfgeschwader 27 - Kampfgeschwader 51 - Jagdgeschwader 77 - 3. / Lehrgeschwader 2 - 3. / (F) 121 - 3. / (F) Ob.d.L. - 6. / Kampfgeschwader 26 - 1. / Kampfgeschwader 28 - Sonderkommando M.S. - Verbindungsstaffel/IV. Fliegerkorps - Flugbereitschaft/IV. Fliegerkorps - Luftnachrichten-Regiment 34                                        |
| noviembre de 1941                 | - Ala de Batalla 27 - Ala de Batalla 51 - Ala de Cazas 77 (excepto el I. Gruppe) - I. / Ala de Instrucción 2 - II. / Ala de Cazas 3 - III. / Ala de Cazas 52 - I. y III./ Ala de Stukas 77 - 3. / (F) 121 - Escuadrilla de Enlace/IV Cuerpo Aéreo - Formación de Aviones/IV Cuerpo Aéreo - 34.º Regimiento Aéreo de Comunicaciones                                                    | - Kampfgeschwader 27 - Kampfgeschwader 51 - Jagdgeschwader 77 - I. / Lehrgeschwader 2 - II. / Jagd-Geschwader 3 - III. / Jagdgeschwader 52 - I. und III./ Stuka-Geschwader 77 - 3. / (F) 121 - Verbindungsstaffel/IV. Fliegerkorps - Flugbereitschaft/IV. Fliegerkorps - Luftnachrichten-Regiment 34                                             |
| enero de 1943                     | - Ala de Batalla 51 - Ala de Cazas 52 - Ala de Stukas 77 - Escuadrilla de Enlace/IV Cuerpo Aéreo - Formación de Aviones/IV Cuerpo Aéreo - 34.º Regimiento Aéreo de Comunicaciones | - Kampfgeschwader 51 - Jagdgeschwader 52 - Sturzkampfgeschwader 77 - Verbindungsstaffel/IV. Fliegerkorps - Flugbereitschaft/IV. Fliegerkorps - Luftnachrichten-Regiment 34 |
| septiembre de 1944                | - Ala de Batalla 3 - Ala de Batalla 4 - Ala de Batalla 27 - Ala de Batalla 53 - Ala de Batalla 55 - Ala de Ataque 1 - Grupo de Ataque Nocturno 2 - Grupo de Reconocimiento Lejano 2 - Ala de Reconocimiento Lejano 2./100 - Grupo de Reconocimiento Lejano 4 - Escuadrilla de Enlace/IV Cuerpo Aéreo - Formación de Aviones/IV Cuerpo Aéreo - 34.º Regimiento Aéreo de Comunicaciones | - Kampfgeschwader 3 - Kampfgeschwader 4 - Kampfgeschwader 27 - Kampfgeschwader 53 - Kampfgeschwader 55 - Schlachtgeschwader 1 - Nachtschlachtgruppe 2 - Fernaufklärungsgruppe 2 - Fernaufklärungsstaffel 2./100 - Nahaufklärungsgruppe 4 - Verbindungsstaffel/IV. Fliegerkorps - Flugbereitschaft/IV. Fliegerkorps - Luftnachrichten-Regiment 34 |
| 1.                                | | |

Otras unidades militares subordinadas fueron:
- División Aérea Donez – (febrero de 1943 – marzo de 1943)
- 21.º Comando Área de Reemplazo z.b.V. – (junio de 1941 – noviembre de 1941)